# آیونی اسکای
آیونی اسکای لی (انگلیسی: Ione Skye؛ ‎/aɪˈoʊni/‎; زاده: Ione Skye Leitch, زاده ۴ سپتامبر ۱۹۷۰)) هنرپیشه اهل ایالات متحده آمریکا است.

## بخشی از فیلمشناسی
| سال  | عنوان                  | نقش                         | توضیحات                     |
| ---- | ---------------------- | --------------------------- | --------------------------- |
| 1986 | Rives Edge             | clarissa                    | دوست دختر کیانو ریورز       |
| ۱۹۸۹ | هر چی خواستی بگو...    | Diane Court                 |                             |
| ۱۹۹۴ | دختران زندانی          | Carol Madison               |                             |
| ۱۹۹۵ | چهار اتاق              | Eva                         | Segment: "چهار اتاق"        |
| ۱۹۹۷ | رابطه یک‌شبه            | Jenny                       |                             |
| ۱۹۹۸ | رویایی برای یک بی‌خوابی |                             |                             |
| ۲۰۰۵ | تب استقرار             |                             |                             |
| ۲۰۰۷ | زودیاک                 | Kathleen Johns (uncredited) |                             |
| ۲۰۰۸ | درمانگاه خصوصی         | Monica                      | اپیزود: "Know When to Fold" |
| ۲۰۱۶ | النور عزیز             |                             |                             |